# Коваленко, Степан Игнатьевич
Степа́н Игна́тьевич Ковале́нко (1855 — после 1917) — член III Государственной Думы от Киевской губернии, герой русско-турецкой войны 1877—1878 годов.

## Биография
Православный, крестьянин местечка Лысянки Лысянской волости Звенигородского уезда.
Окончил церковно-приходскую школу.
Взводным командиром участвовал в русско-турецкой войне 1877—1878 годов, был награждён знаком отличия Военного ордена 4-й степени. Дослужился до звания старшего унтер-офицера.
Владел 6 десятинами собственной земли, занимался хлебопашеством. Был кандидатом в волостные старшины, состоял распорядителем сельского банка в Звенигородском уезде. Был женат.
Состоял выборщиком в I Думу. В 1907 году был избран в члены III Государственной думы от Киевской губернии съездом уполномоченных от волостей. Входил во фракцию умеренно-правых, с 3-й сессии — во фракцию правых. Состоял членом комиссий: по судебным реформам, земельной, по местному самоуправлению, по городским делам.
Дальнейшая судьба неизвестна.